# مارتینش گروندمانیس
مارتینش گروندمانیس (لتونیایی: Mārtiņš Grundmanis; ۱۸ نوامبر ۱۹۱۳ – ۳۰ نوامبر ۱۹۴۴) بازیکن بسکتبال اهل لتونی بود.
وی در مسابقات کشوری و بین‌المللی در مجموع برندهٔ ۱ مدال طلا شده‌است.